# Suuri Iivananjärvi
Suuri Iivananjärvi eller Iivanashjävri är en sjö i Finland. Den ligger i kommunen Enare i landskapet Lappland, i den norra delen av landet, 1 000 km norr om huvudstaden Helsingfors. Iivanashjävri ligger 194,1 meter över havet. Omgivningarna runt Suuri Iivananjärvi är i huvudsak ett öppet busklandskap. Arean är 23,2 hektar och strandlinjen är 3,24 kilometer lång. Sjön  ingår i Tana älvs huvudavrinningsområde. 